# Jornalismo guiado por dados
O Jornalismo Guiado por Dados (Data-Driven Journalism) é o processo de obtenção, construção, filtragem, análise e apresentação de bases de dados, com o objetivo de gerar notícias. Trata-se de uma prática derivada do Jornalismo de Precisão, proposto por Philip Meyer na década de 1970, e da Reportagem Assistida por Computador (RAC) ou Computer-Assisted Reporting (CAR). Através da coleta de dados, usando técnicas das ciências sociais, e da análise de bases de dados, essa especialidade do jornalismo busca introduzir elementos do método científico na rotina produtiva das notícias, o que, argumenta-se, resultaria em maior objetividade e exatidão no noticiário.
Trata-se principalmente de uma rotina produtiva, definida pelas seguintes etapas: obtenção de dados, filtragem, visualização e narração.
A primeira referência a Data Journalism (Jornalismo de Dados), termo que derivou em Data-Driven Journalism (Jornalismo Guiado por Dados), foi realizada pelo programador Adrian Holovaty (2006), num artigo publicado em seu website pessoal e intitulado A fundamental way newspapers sites need to change. Na proposta, Holovaty recomenda a incorporação de técnicas de gerenciamento de bases de dados ao cotidiano das redações, como forma de facilitar o reaproveitamento das informações coletadas no trabalho diário de reportagem.
Um segundo texto fundamental sobre JGD é The inverted pyramid of data journalism, publicado pelo jornalista Paul Bradshaw em seu weblog em 2011. O autor propõe a descrição da rotina produtiva do JGD inicialmente num processo de quatro etapas: a) compilação (compile); b) limpeza (clean); c) contextualização (contexto); e d) combinação (combine). Além dessas etapas relacionadas a rotinas produtivas específicas do JGD, há a etapa final de comunicação (communicate), desdobrada por sua vez em seis passos ou características